# Ives Trail
Der Ives Trail and Greenway ist ein Wanderweg in der Housatonic Valley Region (Greater Danbury). Auf einer Länge von 32 km verbindet er auf seiner Route Ridgefield, Danbury, Bethel und Redding. Der Ives Trail ist benannt nach Charles Ives, einem amerikanischen modernistischen Komponisten aus Danbury.
Der Ives Trail wird zum größten Teil durch die Ives Trail and Regional Greenway Association unterhalten.

## Wegbeschreibung
Der Ives Trail zieht sich durch öffentliche und private Ländereien. Er verläuft komplett auf dem Gebiet von New Milford, das südliche Ende befindet sich im Gebiet des Candlewood Mountain, das nördliche Ende liegt im Gebiet von Gaylordsville.  Der Wanderweg ist gedacht zum Wandern, Backpacken, und Picknicken, auf einzelnen Abschnitten sind auch Fahrradfahren und Reiten möglich.

## Geschichte
Der Ives Trail wurde durch den Stadtplaner Dennis Elpern geschaffen.

## Bildergalerie

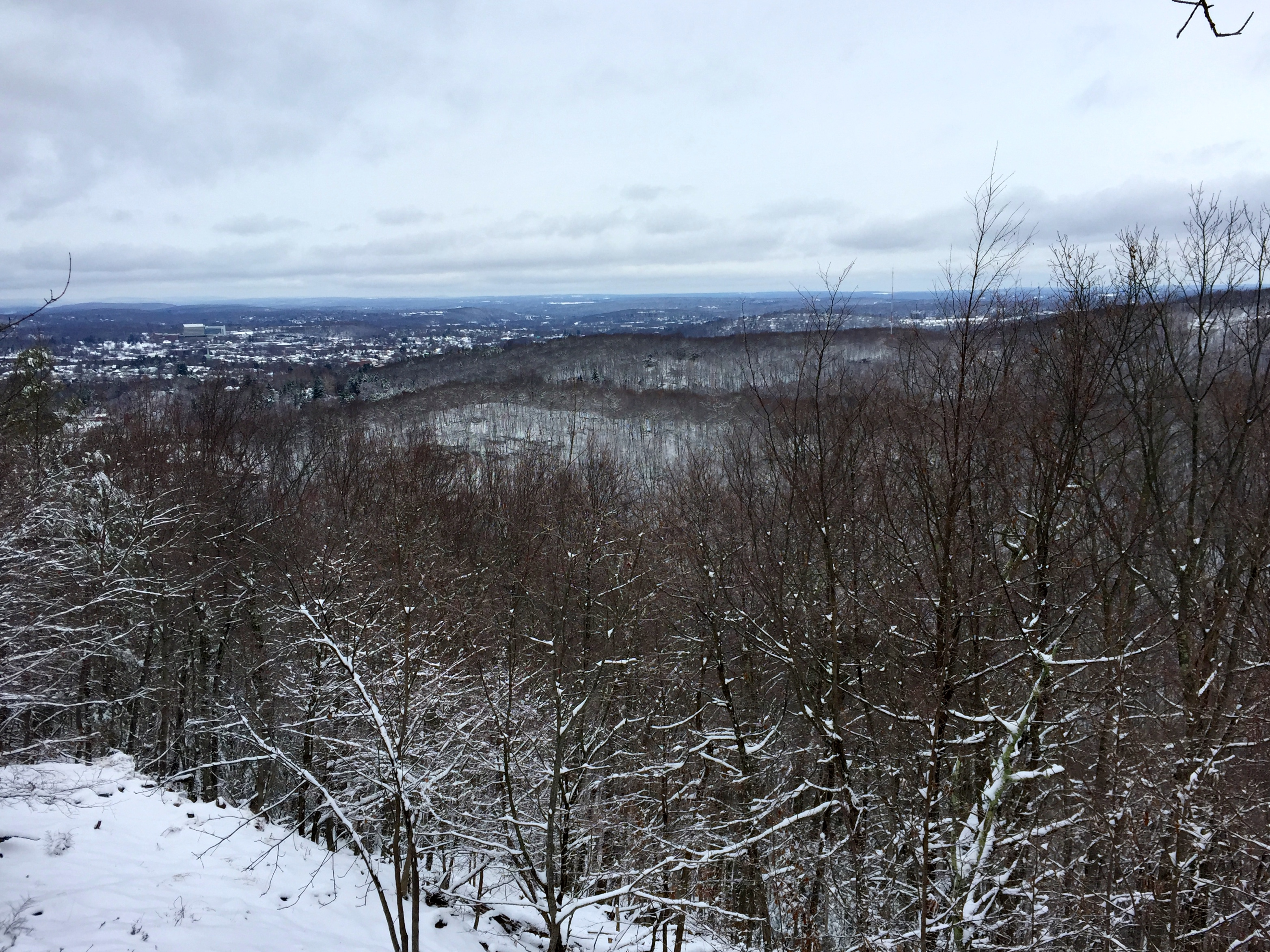
Blick von Moses Mountain
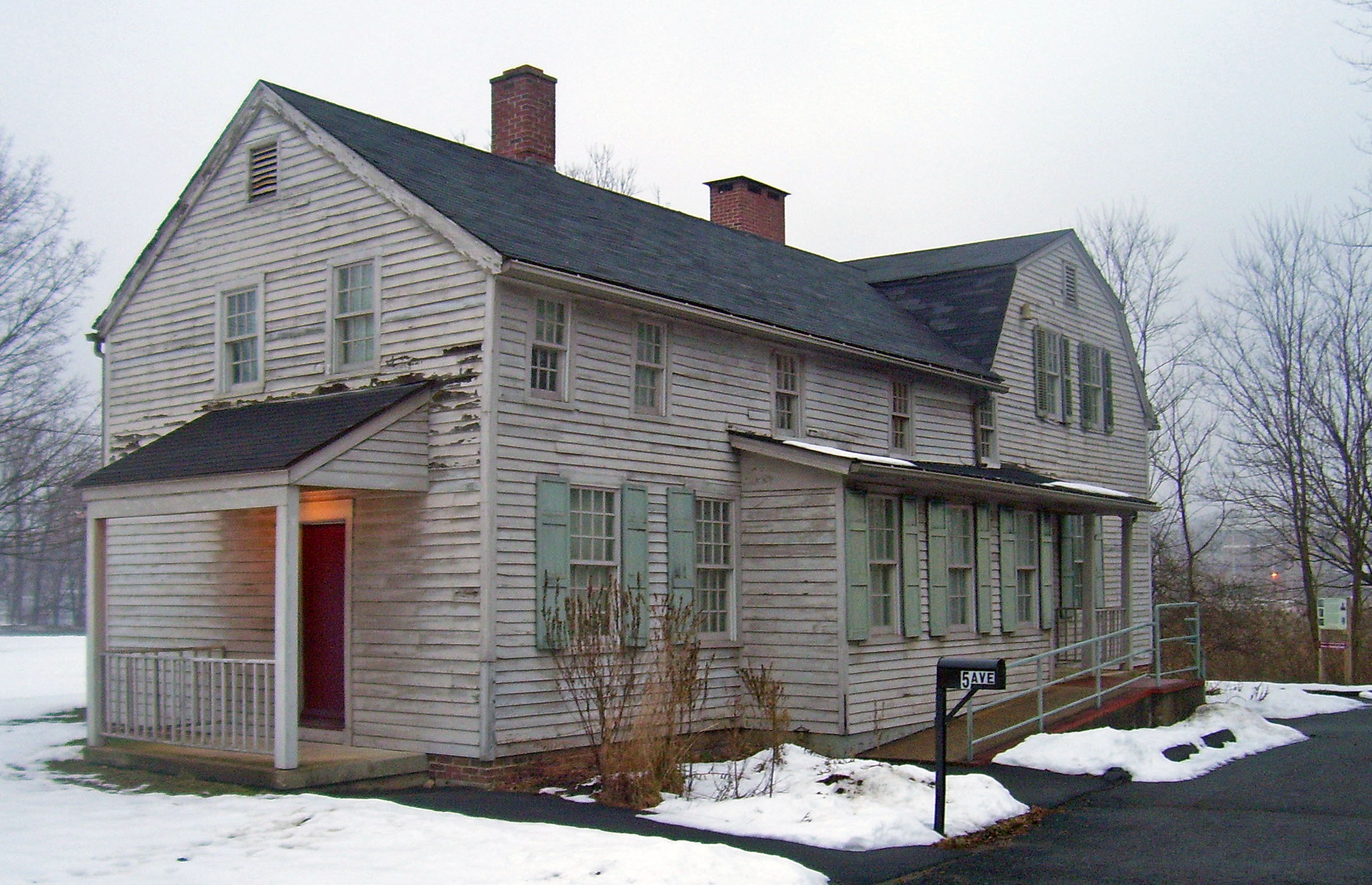
Das für den Wanderweg namensgebende Ives House
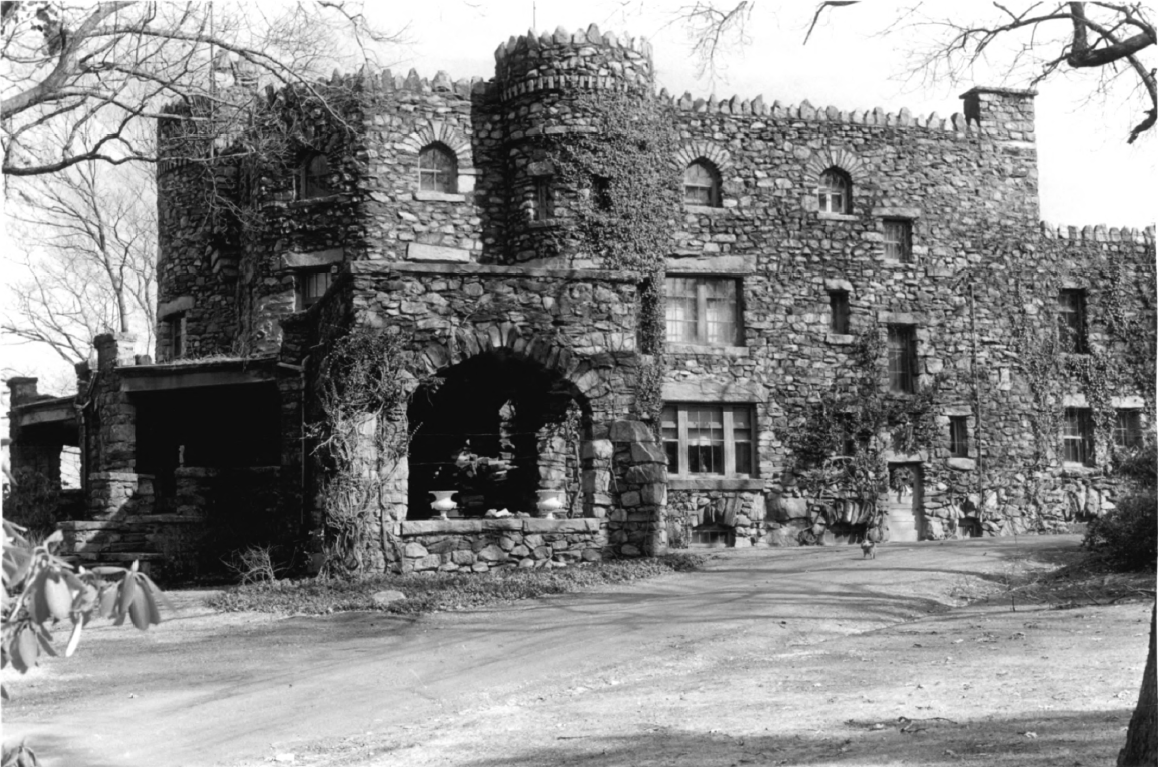
Hearthstone Castle
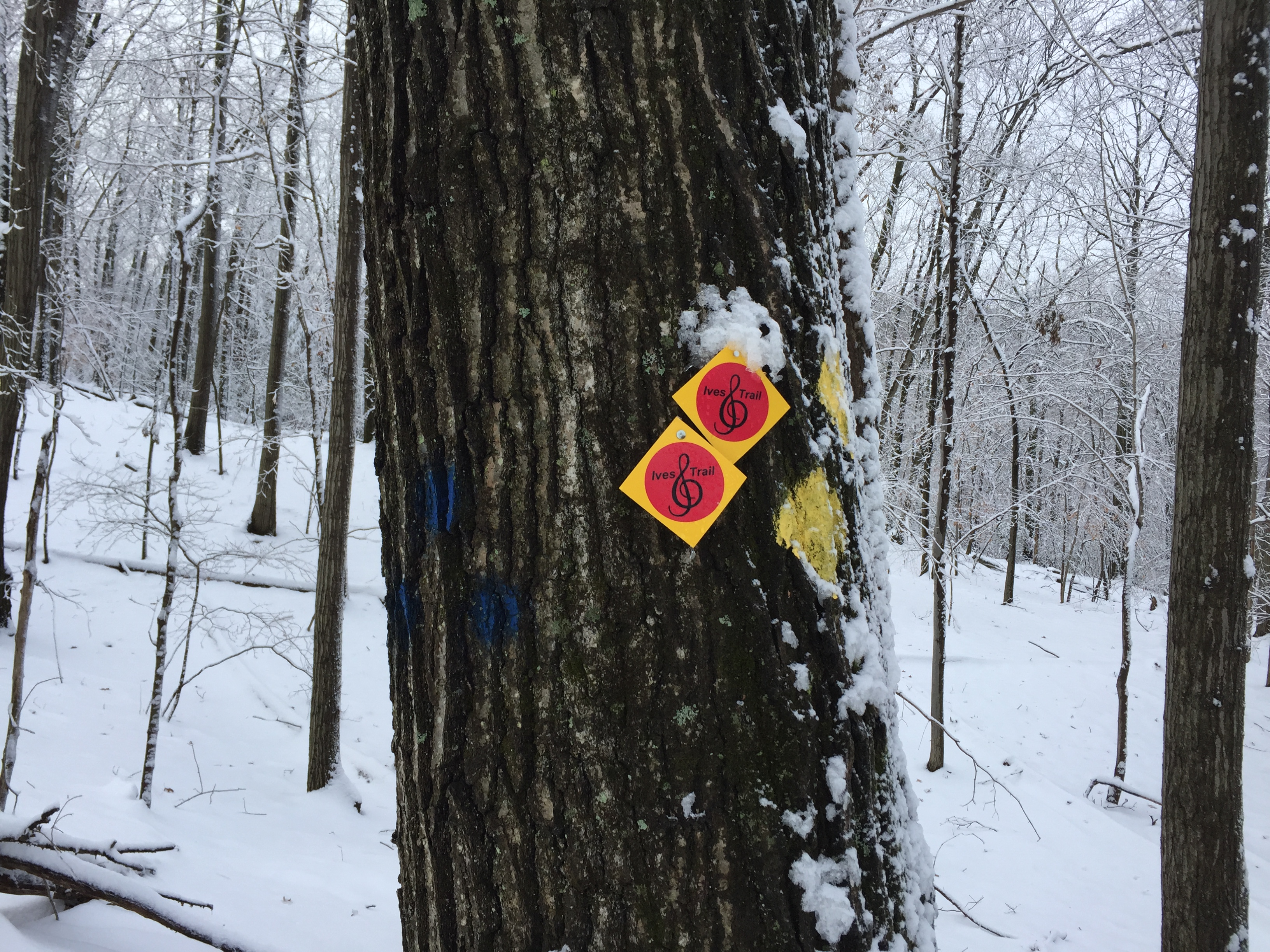
Die Hauptroute ist durch rot-gelbe Schilder markiert
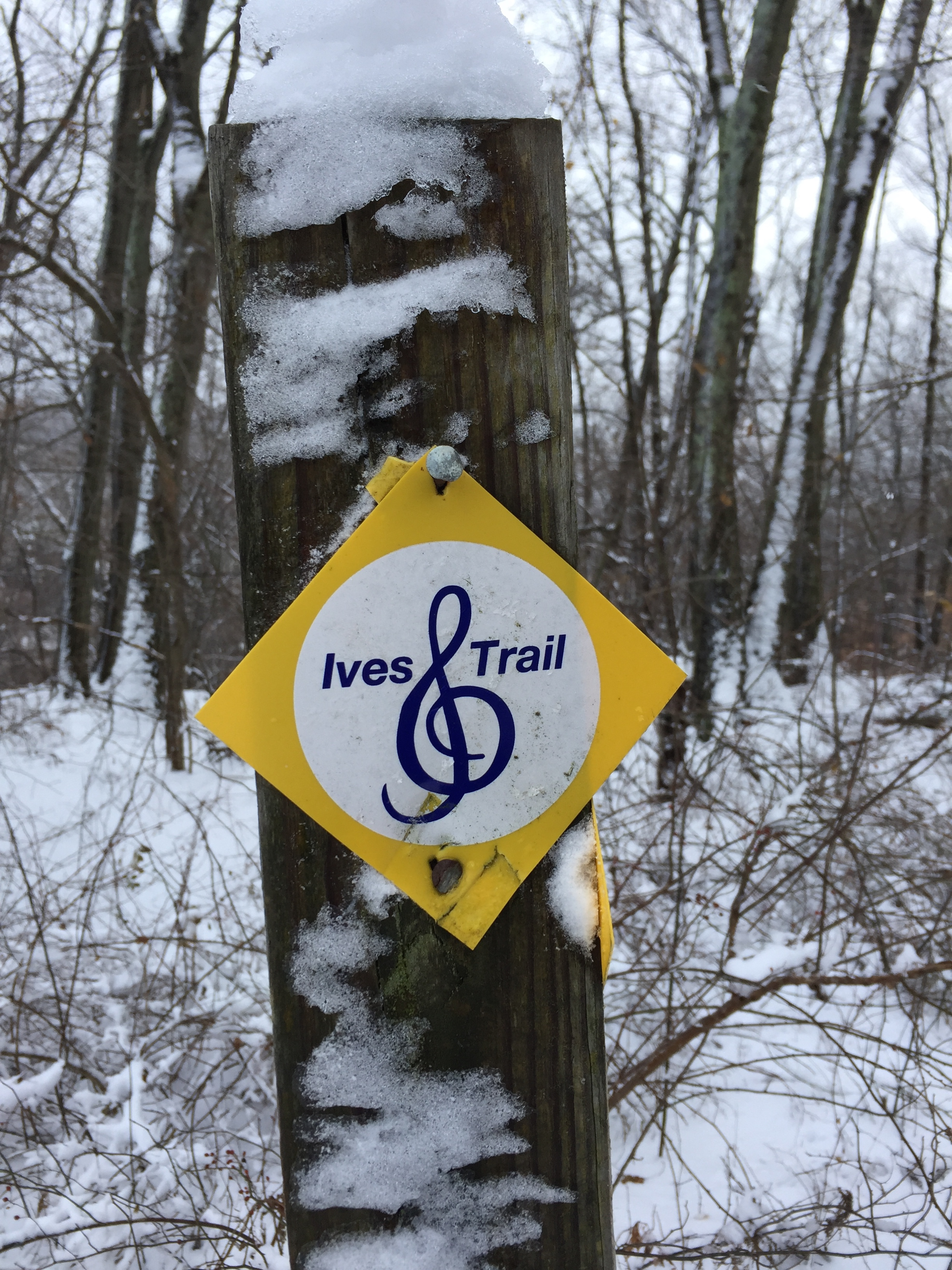
Alternativrouten erkennt man an weißen Schildern mit gelbem Rand